# Matachilillo
Matachilillo är en ort i Mexiko.   Den ligger i kommunen Jaltocán och delstaten Hidalgo, i den sydöstra delen av landet, 200 km norr om huvudstaden Mexico City. Matachilillo ligger 150 meter över havet och antalet invånare är 287.
Terrängen runt Matachilillo är kuperad åt sydost, men åt nordväst är den platt. Runt Matachilillo är det ganska tätbefolkat, med 248 invånare per kvadratkilometer. Närmaste större samhälle är Huejutla de Reyes, 9,0 km öster om Matachilillo. Omgivningarna runt Matachilillo är en mosaik av jordbruksmark och naturlig växtlighet.